# Elachiptera tarda
Elachiptera tarda är en tvåvingeart som först beskrevs av Adams 1905.  Elachiptera tarda ingår i släktet Elachiptera och familjen fritflugor. Inga underarter finns listade i Catalogue of Life.